# 콩카르노

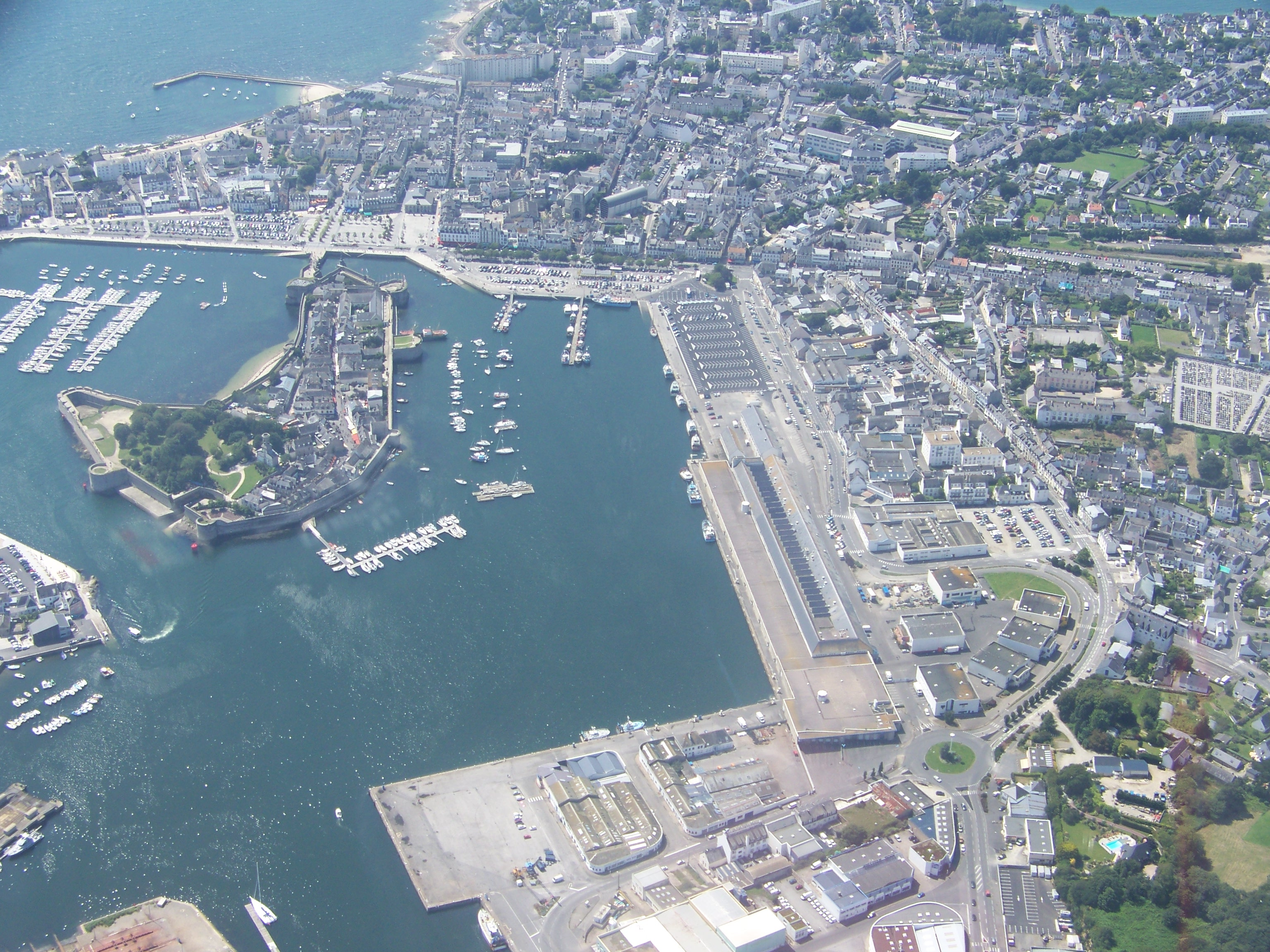
콩카르노 항과 도심

콩카르노(프랑스어: Concarneau)는 프랑스 브르타뉴 피니스테르주에 위치한 코뮌으로 면적은 41.08km2, 인구는 19,898명(2016년 기준), 인구 밀도는 480명/km2이다.
콩카르노의 주요 산업은 어업이며 프랑스에서 규모가 큰 어항 가운데 한 곳이기도 하다. 콩카르노에서는 매년 8월에 파란 그물 축제(Fête des Filets Bleus)가 열린다. 이 축제는 콩카르노에서 전통적인 어업 방식에 사용된 파란 그물에서 이름을 따서 명명된 축제로서 브르타뉴 문화와 켈트 문화의 결합을 주제로 하고 있다. 그 외에 15세기부터 16세기 사이에 건립된 요새 유적이 남아 있다.

시 문장